# Edward Southwell Sr.
Edward Southwell Sr. (4 septembre 1671 - 4 décembre 1730) est un avocat et un homme politique anglo-irlandais.

## Biographie
Il est le second mais seul fils survivant de Robert Southwell de Kings Weston, près de Bristol et fait ses études à Kensington school, Lincoln's Inn (1686) et Merton College, Oxford (1687).
Il exerce diverses fonctions publiques importantes, notamment protonotaire en chef des plaids communs en Irlande (1692-1700), greffier du Conseil privé (1693 à sa mort), juge à la cour de l'Amirauté et vice-amiral de Munster (1699 à sa mort). Il est plusieurs fois co-commissaire du sceau privé (1701–1702, 1715 et 1716). Il est élu membre de la Royal Society en 1692 et siège deux fois à leur conseil.
Il siège à la Chambre des communes irlandaise pour Kinsale (une circonscription représentée jusqu'en 1800) de 1692 à 1699, pour le Trinity College de Dublin de 1703 à 1713, puis à nouveau pour Kinsale de 1713 à sa mort.
En 1702, il succède à son père comme secrétaire d'État principal (Irlande) et est nommé au Conseil privé d'Irlande la même année. Les deux postes sont à vie.
Il siège à la Chambre des communes d'Angleterre et à la Chambre des communes de Grande-Bretagne entre 1702 et 1715 en tant que député de Rye, Tregony et Preston.

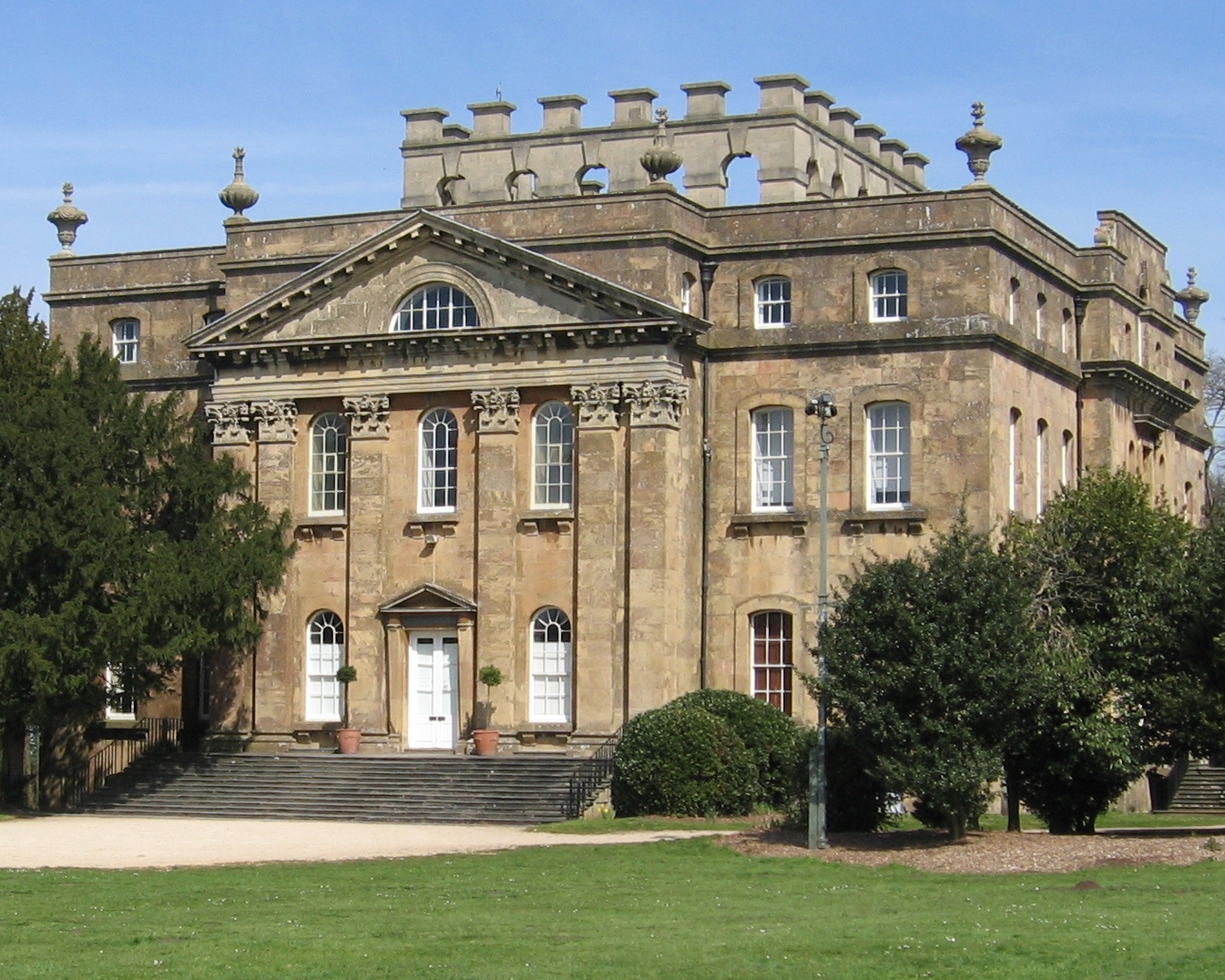
Kings Weston House, à Bristol.

En 1712, il charge John Vanbrugh de construire la maison Kings Weston à Kingsweston, Bristol.
Il meurt en 1730 et est enterré à Kingsweston. Il épouse Elizabeth Cromwell (8e baronne Cromwell), décédée en 1709, et leur fils, Edward Southwell, lui succède à la fonction de secrétaire et au domaine de Kings Weston. Il se remarie à Anne, fille de William Blathwaite, de Derham, dans le Gloucestershire.